# Cycas simplicipinna
Cycas simplicipinna là một loài thực vật hạt trần trong họ Cycadaceae. Loài này được Smitinand K.D.Hill mô tả khoa học đầu tiên năm 1995.